# Јелица Комненовић
Јелица Комненовић (Фоча, 20. април 1960) је некадашња југословенска и српска кошаркашица. Учествовала је на Летњим олимпијским играма 1980. и Летњим олимпијским играма 1984. На Олимпијским играма 1980, југословенске кошаркашице су заузеле треће место.
Поред медаље на олимпијским играма, са Репрезентацијом Југославије освојила је и две медаље на европским првенствима. На Првенству 1980. у Бањалуци бронзану, а 1987. сребрну медаљу.
Учествовала је и на Летњим универзијадама где је 1983. године у Едмонтону освојила бронзану, а 1987. године у Загребу златну медаљу.